# 寶萊塢之爆裂警官
《寶萊塢之爆裂警官》（英語：Dabangg）是一部2010年印度印地語動作喜劇片，由阿比納夫·辛格·卡夏普執導，阿巴茲·罕和瑪萊卡·阿羅拉的阿巴茲·罕製片公司聯合迪林·梅塔的斯里·阿什塔維納亞克電影視覺製作。本片由沙曼·罕、索納絲·辛哈、阿巴茲·罕及索奴·蘇德領銜主演，配角演員包括歐姆·普利、蒂普·卡柏迪亞、維諾德·卡漢納、亞努潘·卡爾、馬赫什·馬卡與梅西·吉爾。本片象徵阿巴茲·罕首次擔任製片人，卡夏普首次擔任導演，辛哈首次亮相大銀幕。阿羅拉也在歌曲〈慕妮為了你害羞不已〉中特別演出。
《寶萊塢之爆裂警官》故事以印度北方邦為背景，講述一名無所畏懼的警官在面臨黑幫及政客的威脅時，同時得解決家庭問題。本片主要在馬哈拉施特拉邦的瓦伊鎮拍攝，其他主要場景則取景於阿拉伯联合酋长国。製作預算為3億盧比，宣傳費達1.2億盧比。
《寶萊塢之爆裂警官》2010年9月10日開齋節期間在全球近2100家電影院上映，獲得了影評界的正面評價，對演員表演（尤其是沙曼·罕和蘇德）、動作戲、配樂和幽默表示讚賞。本片在全球的票房收入達22.1億盧比，成為2010年印地語電影票房冠軍。電影也入圍諸多獎項——印度國家電影獎最佳流行電影和六項印度電影觀眾獎，包括贏得了印度電影觀眾獎最佳電影及最佳女新人（辛哈）。
本片被翻拍為泰米爾語版的《巔峰》（2011年）和泰盧固語版的《流氓督察》（2012年）。《寶萊塢之爆裂警官》隨後發展成系列電影，推出了兩部續集：《沙曼·罕之爆裂警官2》（2012年）及《寶萊塢之爆裂警官3》（2019年）。

## 劇情
喬布·潘迪自幼與同父異母的弟弟馬奇、繼父普加帕提·潘迪及母親奈娜·德維住在北方邦拉爾根。喬布與普加帕提和馬奇的關係並不好。21年後，喬布成為一名自稱「羅賓漢潘迪」（Robin Hood Pandey）的警察，仍與家人住在一起。馬奇愛上了妮瑪拉，但女方的父親老師反對他們的關係。喬布則在一次追捕行動中意外愛上了賣壺的菈嬌。
腐敗的政治黨員切狄·辛因自己遭喬布查緝的錢而找上門來，兩人很快就成了敵人。馬奇要求普加帕提安排自己與妮瑪拉的婚事，但普加帕提需要錢來償還自家工廠的貸款而拒絕，並期望兒子娶個富家女。急需用錢的馬奇從喬布的保險櫃中偷了一些現金，並將偷來的現金交給老師，老師才允許女兒嫁給他。同時，喬布想娶菈嬌為妻，但菈嬌必須照顧酒鬼父親哈里亞而拒絕。
喬布回到家發現母親奈娜·德維已死。葬禮結束後，普加帕提成為喬布唯一的長輩，於是向他求和，但普加帕提拒絕並予以鄙視，要求雙方不再往來。馬奇邀請喬布參加自己與妮瑪拉的婚禮，喬布說服哈里亞將菈嬌嫁給自己；未料，哈里亞知道自己在世時菈嬌不會與任何人結婚，於是跳河自盡。喬布帶著菈嬌參加馬奇盛大的婚禮。喬布早意識到馬奇偷了錢來辦婚禮，於是在一場即興儀式上與菈嬌結婚，破壞了馬奇的計畫。老師感到恥辱，並取消了馬奇與妮瑪拉的婚禮。
馬奇仍對喬布破壞自己的婚禮感到惱火，並因一次小事故毆打了工廠的一名工人，令該名工人與母親一起前往派出所報案。喬布並沒有簡單地要求馬奇向工人道歉，而是當眾痛打了他一頓。喬布利用這種情況將馬奇和普加帕提帶到了警察局。切狄想藉機令實施警察暴力的喬布停職，但普加帕提不想讓事情進一步惡化，於是要求喬布向馬奇道歉，事情就此為止，但雙方的嫌隙依舊。喬布與達亞·巴布議長會面；達亞稱自己也不喜歡自家黨內的切狄，切狄的非法行徑足以危害到自己。在達亞的幫助下，喬布在切狄的啤酒廠摻假酒，引發食安危機，陷害了他。
憤怒的切狄燒毀了普加帕提的工廠，導致普加帕提則因中風而住院。馬奇為了醫藥費而向切狄求助，於是為對方送一箱芒果到達亞的家。馬奇未料，切狄在芒果箱內放置了炸彈，在他離開後炸彈爆炸，殺死了達亞。之後，切狄給了馬奇一項殺死喬布的任務。馬奇接受，但最終向喬布承認，切狄讓自己在不知情的情況下炸死了達亞；喬布原諒了馬奇並與他和解。喬布帶領大批警力前往切狄的住處實施逮捕，但雙方展開交火。在喬布和切狄之間的最後對峙中，馬奇向喬布透露，奈娜的死其實是切狄所為；憤怒的喬布最終殺死了切狄。事後，喬布安排了馬奇與妮瑪拉的婚事。

## 演員
演員名單來自Bollywood Hungama網站。
- 沙曼·罕飾演喬布·潘迪督察（Inspector Chulbul Pandey）
- 索納絲·辛哈飾演菈嬌·希雷沙瓦特（Rajjo Shreshawat）
- 阿巴茲·罕飾演馬克坎昌德·「馬奇」·潘迪（Makkhanchand "Makkhi" Pandey）
- 維諾德·卡漢納（英语：Vinod Khanna）飾演普加帕提·潘迪（Prajapati Pandey）
- 蒂普·卡柏迪亞飾演奈娜·德維（Naina Devi）
- 索奴·蘇德（英语：Sonu Sood）飾演切狄·辛（Chedi Singh）
- 馬赫什·馬卡（英语：Mahesh Manjrekar）飾演哈里亞·希雷沙瓦特（Hariya Shreshawat）
- 歐姆·普利飾演卡圖拉·維西瓦卡馬（Kasturilal Vishkarma）
- 亞努潘·卡爾飾演達亞·巴布（Dayal Babu）
- 梅西·吉爾（英语：Mahie Gill）飾演妮瑪拉（Nirmala）
- 提努·阿南德（英语：Tinnu Anand）飾演老師（Masterji）
- 穆拉利·夏馬（英语：Murali Sharma）飾演馬利克助理處長（ACP Malik）
- 拉姆·蘇安·辛格（Ram Sujan Singh）飾演喬貝吉（Chaubeji）
- 拉吉夫·夏爾馬（Rajeev Sharma）飾演特魯拉姆·拉斯托吉（Toluram Rastogi）
- 艾米托什·納帕爾（英语：Amitosh Nagpal）飾演蘇曼·庫瑪（Sumant Kumar）
- 瑪萊卡·阿羅拉飾演慕妮（Munni，〈慕妮為了你害羞不已（英语：Munni Badnaam Hui）〉）

## 製作

### 選角

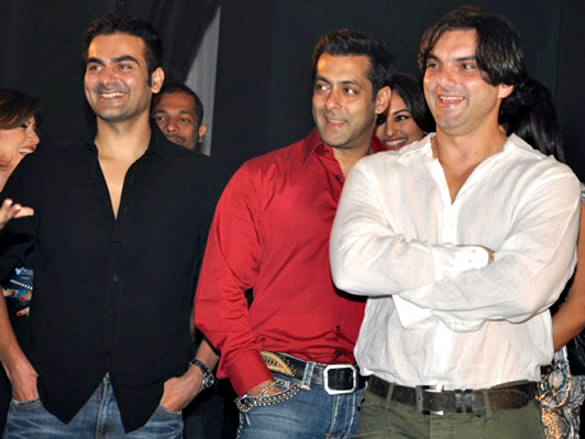
沙曼·罕（中）與阿巴茲·罕（左）

沙曼·罕與製片人弟弟阿巴茲·罕商量後蓄起了小鬍子，並準備了適合他角色的髮型。沙曼·罕在開拍前的四個月內嘗試了近五十種風格，最終拍下照片以確定他的造型。導演阿比納夫·辛格·卡夏普在接受Bollywood Hungama採訪時透露，最初曾考慮過幾名人選來扮演喬布·潘迪（Chulbul Pandey），但在遇見沙曼·罕後最終選定了主意。卡夏普在電影《老鼠與貓》（2008年）中看見阿巴茲·罕客串後，邀請他參與此項目。阿巴茲·罕讀完劇本後，立即同意參與製片並主演該劇。索奴·蘇德被選為主要反派。蘇德透露自己的角色是「身處灰色地帶的青年領袖」。馬赫什·馬卡後來被邀請扮演索納絲·辛哈角色的父親，此時的他原本計劃退出演藝圈。
2009年4月，辛哈簽約出演本片，成為她的首個影視角色。沙曼·罕在一次活動中看到辛哈跳舞，並向她推薦了這個角色。辛哈談到此事，稱為了為鄉村女孩的角色做好準備，於是「控制飲食並積極運動」，在兩年內減重了30公斤。她補充說，還為了該角而一直在「觀察人們並試圖找出細微差別」。瑪萊卡·阿羅拉曾在幾部電影的歌曲片段擔任非劇情演員，知名如《我心深處》（1998年）；她被找來出演《寶萊塢之爆裂警官》中的〈慕妮為了你害羞不已〉一曲，也是首次參與家庭電影外的類型。

### 拍攝
《寶萊塢之爆裂警官》主要在馬哈拉施特拉邦的瓦伊和阿拉伯联合酋长国取景拍攝。主要拍攝工作於2009年9月展開。美術指導瓦西克·罕繪製了100多張草圖，詳細描述了電影中的每個佈景。馬赫什·利馬耶擔任攝影指導。首趟拍攝行程在瓦伊開始，持續了45天，蘇德於此期間不慎鼻骨骨折。一趟主要涉及歌曲拍攝的行程在杜拜的哈立德·本·阿勒瓦希德（Khalid Bin Al Waheed）車站拍攝，使《寶萊塢之爆裂警官》成為在此拍攝的電影。部分場景也在阿布扎比的酋長皇宮酒店取景拍攝。
本片的動作編排由動作指導S·維賈揚負責，先前曾參與沙曼·罕的《通緝令》（2009年），涉及約五場動作戲，拍攝時間超過60天。後來，後製團隊對這些動作戲增添特效處理。本片的歌曲由拉朱·罕（Raju Khan）及沙比娜·罕編舞，唯獨〈慕妮為了你害羞不已〉的編舞由花拉·罕負責。電影2010年6月上旬宣告殺青，開始進入後製階段。劇組為紀念殺青及院線宣傳片的成功而舉辦了一場聚會，主要演員及工作人員均出席。

## 音樂
電影原聲帶輯共有10首歌曲，其中包括五首原創歌曲、四首混音歌曲和一首主題曲。拉利特·潘迪特譜寫了〈慕妮為了你害羞不已〉一歌，而音樂總監搭檔薩吉—瓦吉則譜寫了其餘的歌曲。法伊茲·安瓦爾和賈利斯·舍瓦尼為這些歌曲作詞。《寶萊塢之爆裂警官》的音樂版權以約9000萬盧比的價格出售給T-Series，該專輯2010年8月6日在德里發行。專輯發行後獲得正面迴響，在排行榜上表現不俗。歌曲〈你性感的雙眼〉和〈慕妮為了你害羞不已〉一發行就獲得成功，並在音樂、廣播和串流媒體排行榜上名列前茅。

## 行銷
《寶萊塢之爆裂警官》被《印度快報》評入年度最受期待電影的行列。本片的預告片長約兩分半鐘，2010年7月23日與《卡塔米塔》同日發表。沙曼·罕在真人秀節目《為了娛樂願意做任何事》、《印度達人秀》和《薩熱嘎瑪帕歌唱巨星》上宣傳了本片。電影宣傳活動在新德里瓦桑特昆吉的DLF長廊舉行，主要演員均出席，並推出了電影的獨家週邊商品。另一系列促銷活動在那格浦爾和海得拉巴舉行。據報導，本片打破了Ormax Media的電影認知追蹤產品Cinematix（每週追蹤工具，用於衡量在行銷階段對即將上映電影的觀看興趣）的預發行炒作記錄。

## 發行
《寶萊塢之爆裂警官》2010年9月10日開齋節期間在全球上映。在電影上映之前，孟買電影城於2010年9月6日舉行了特別放映。電影的首映式2010年9月9日在孟買舉行。本片在印度上映了1800個銀幕，在海外上映了約300個銀幕。全球上映的影院達2300家。電影也在挪威的一個國際影展上放映。《寶萊塢之爆裂警官》的DVD和VCD於2010年10月12日由信實大家庭影音推出。2011年1月28日，電影在YouTube上發布，供印度觀眾免費觀看。衛星版權以1億盧比預售給Colors頻道。

## 反響

### 評價
本片獲得了影評人的普遍好評，其中大多數讚揚沙曼·罕及索奴·蘇德的演出、音樂、幽默和動作場面。電影上映當天，印度電影貿易分析師科馬爾·納赫塔在Koimoi網站上給出了4星評價，認定本片將取得商業上的成功，並表示「《寶萊塢之爆裂警官》的題材可能套路，但電影的其他優點將確保大受歡迎。」《今日印度》的卡韋里·巴姆扎伊（Kaveree Bamzai）也為本片打了4星，讚揚了歌曲、剪輯以及適當的片長，並認為《寶萊塢之爆裂警官》充分發揮了沙曼·罕的魅力。《每日新闻与分析》的影評人阿尼魯達·古哈（Aniruddha Guha）稱本片「有點瘋狂，但極度有趣。」
《政治家》的馬修雷斯·保羅（Mathures Paul）給了電影3.5星，並評論道：「《寶萊塢之爆裂警官》成功與沮喪大銀幕上不存在極簡英雄主義的觀眾站在一線。」在雷迪夫網阿布舍克·曼德（Abhishek Mande）的3星評論中稱「《寶萊塢之爆裂警官》不是適合非沙曼粉絲的電影，但對於那些崇拜他的人來說不容錯過。」阿努帕瑪·喬普拉在新德里电视台網站上稱本片值得一看：「觀看沙曼·罕的最佳狀態絕對是一種樂趣。」《印度電影觀眾》的蘇卡尼亞·文卡塔拉哈萬（Sukanya Venkataraghavan）同樣打出3星評價，並稱讚了沙曼·罕的表演。
反之，《印度時報》的高拉夫·馬拉尼（Gaurav Malani）對電影的故事持批評態度：「本片根本無意創新的一點故事情節。」CNN-IBN網站的拉吉夫·馬桑德批評了劇本，但讚揚了沙曼·罕的表演。《班加羅爾時報》（Bangalore Times）的肖芭·德批評：「讓我們把任務交給沙曼，完成他的特技和扭腰擺臀，沒有什麼新鮮的成分。現在這傢伙只剩下什麼：他所需要的只是一件斗篷，就能自詡為超人，帶來了最大的感染力。但正是這種頑皮的自嘲，可謂太放蕩、太離譜了。」

### 票房

#### 國內
《寶萊塢之爆裂警官》開盤首日票房淨額達1.45億盧比，成為印度電影有史以來開盤金額之最。第二天，票房淨額達1.65億盧比。截至週末結束，本片共收穫4.95億盧比。本片在週一淨額達1.06億盧比，週二淨額8600萬盧比，週三為7000萬盧比，週四為6000萬盧比，發行第一週的淨收入總額約為8.15億盧比。《寶萊塢之爆裂警官》至此成為首週淨票房最高的電影。
《寶萊塢之爆裂警官》在第二個週五淨票房為6200萬盧比，週六達7500萬盧比，週日為1.05億盧比，第二個週末淨票房達2.38億盧比，較首周末下降約50%。本片在上映第二週就獲得了3.6億盧比的票房收入，兩週內淨收入總額達到11.6億盧比，從而成為有史以來票房第二高的印度電影。《寶萊塢之爆裂警官》的發行商份額據稱為7.7億盧比，至此登上寶萊塢第二高。本片在第三週獲得了1.6億盧比，在第四週則取得6000萬盧比，使國內淨收入達到14億盧比。11週內國內淨收入額為14億盧比。最終總計為14.1億盧比。

#### 海外
《寶萊塢之爆裂警官》在海外市場也獲得歡迎；海外首週開盤票房為610萬美元。第二個週末，電影在國際市場取得420萬美元。
本片在美國首映週末的62個大銀幕上收穫了62萬美元，到第二個週末共收穫106萬美元。在阿拉伯聯合大公國，電影於首週末取得320萬迪拉姆，到第二個週末則獲得155萬美元。《寶萊塢之爆裂警官》共獲得了550萬美元，阿拉伯聯合大公國占了200萬美元，成為該國票房第五高的電影。在英國，本片在首映週末從41個大銀幕上收穫了33萬英鎊，第二週共取得57萬英鎊。在澳大利亞，本片在首映週末從14個大銀幕上收穫了12.6萬澳元，第二週則收入27萬澳元。在模里西斯和南非，本片在首週末各籌集了2.5萬美元。在斐濟，首週末票房為2萬美元。在歐洲和非洲的其他地區，電影在首映週末就收穫了10萬美元。

### 獎項
《寶萊塢之爆裂警官》在印度的主流電影頒獎典禮上入圍諸多獎項，包括榮獲印度國家電影獎最佳流行電影。本片在第56屆印度電影觀眾獎上收穫六項大獎，其中包括印度電影觀眾獎最佳電影。其他贏得的獎項如七座印度明星電影獎、九座Zee電影獎及十座國際印度電影大獎。

## 爭議
〈慕妮為了你害羞不已〉的歌詞中包含了「贊杜護理」的名字，讓該品牌的製造商Emami非常不滿。製片公司和Emami就訴訟達成庭外和解，瑪萊卡·阿羅拉後來被選為贊杜舒緩膏（Zandu Balm）官方廣告活動的宣傳人員。社會運動家拉吉庫瑪·達（Rajkumar Tak）向孟買高等法院提起訴訟，要求從歌曲中刪除「印度斯坦」一詞，聲稱審查委員會沒有回應自己有關歌詞涉嫌「誹謗」的質疑。片中一名女孩在腐敗官員面前「不雅」地跳舞，他認為這首歌「非常令人反感」、「不可饒恕」，可謂對國家的「嘲諷」，為國家帶來了不好的影響。
在電影上映前，影評人兼作家肖芭·德認為沙曼·罕對2008年孟買連環恐怖襲擊的評論「傲慢、無知且愚蠢」，呼籲抵制《寶萊塢之爆裂警官》。這在推特上引發了與製片人的爭吵，並在她對電影發表負面評論後持續下去。導演阿比納夫·辛格·卡夏普的兄弟阿努拉格·卡什亞普（Anurag Kashyap）在推特上寫道：「沙曼·罕認為自己成就了我兄弟的生活……希望他能在《沙曼·罕之爆裂警官2》中為阿巴茲做同樣的事。」這被視為「抨擊」沙曼·罕，並導致阿巴茲·罕反駁稱此番言論並非「感激」，而是在「擺臉色」。阿努拉格·卡什亞普後來為此言論道歉，阿巴茲·罕願意接受。

## 影響
《寶萊塢之爆裂警官》的成功歸功於大量的宣傳活動及電影中存在的商業因素。本片的聯合製片商斯里·阿什塔維納亞克電影視覺自2010年9月1日起，憑藉電影的商業成功而在孟買證券交易所的股價上漲約40%。製片人迪林·梅塔談論宣傳策略：「我們主打了喬布·潘迪一角作推廣，而非沙曼·罕這塊招牌。如今，該角已成為全民紅人，就像《怒焰驕陽》（1975年）的蓋巴爾·辛格及《印度先生》（1987年）中的莫甘博（Mogambo）那樣。」
影評人兼貿易分析師科馬爾·納赫塔也將這些活動與拉庫馬·希拉尼在《穆那大哥做医生》（2003年）、《傻瓜大哥再出擊》（2006年）及《三個傻瓜》（2009年）中使用的營銷噱頭進行了比較，其中穆那·拜與藍丘答司·強傑（Ranchoddas Chanchad）被用來推廣以吸引人群，直到成為金字招牌。他補充道：「所有的明星和製片人都意識到了行銷及推廣的價值……事實上，這些噱頭已變得與製作一部好片一樣重要。」
在電影上映的十年後，阿巴茲·罕在受訪時表示，本片的預算從原定的3億盧比（相當於2023年的6.7億盧比或790萬美元）增加了約1.9億盧比，使他承擔的風險上升；在電影大獲成功後，他才向沙曼·罕支付了薪水。2022年1月，沙曼·罕支持的BollyCoin與技術支援的市場創作者服務NFTically合作，本片的官方商品以電影剪輯、海報、劇照等收藏品透過NFT發布。《寶萊塢之爆裂警官》入選《Time Out》的「百部最佳寶萊塢電影」名單。
雖然《寶萊塢之爆裂警官》因其商業元素而受到讚賞，但另一方面也因厭女、物化女性以及喬布·潘迪公然的性別歧視而受到外界批評。2021年，孟買警方引用本片的部分厭女對白及橋段為例，以譴責這類「厭女常態化」。

## 衍生作

### 續集
《寶萊塢之爆裂警官》上映後，阿巴茲·罕宣布正在計劃拍攝續集。在本片取得商業成功後，罕表示：「《寶萊塢之爆裂警官2》可能需要一段時間才能上映，但必然實現。」他還宣布，主演沙曼·罕和索納絲·辛哈已確定將在續集中繼續扮演各自的角色。新演員陣容中包括扮演主要反派的普拉卡什·拉傑，而卡琳娜·卡浦爾在一首歌中亮相。導演阿比納夫·卡夏普選擇不再執導續集，阿巴茲·罕接任該職。《沙曼·罕之爆裂警官2》於2012年12月上映，並創下票房佳績。第二部續集《寶萊塢之爆裂警官3》於2019年12月上映，暨是《寶萊塢之爆裂警官》的前傳，也是《沙曼·罕之爆裂警官2》的續集。
2021年11月，導演羅希特·謝蒂計劃將喬布·潘迪一角納入自己的警察宇宙系列電影中，此計畫的製作工作可能只有在完成蘭威爾·辛格主演的《奇蹟馬戲團》（2022年）後才能開始。2024年，沙曼·罕於警察宇宙電影《雄獅歸來》的片尾客串演出喬布·潘迪。
2021年11月晚期，該系列的第四部《寶萊塢之爆裂警官4》宣布推出，且沙曼·罕根據自己在《最終真相》（2021年）中的角色受到讚賞後，決定對劇本及喬布·潘迪一角進行少量修改，刪去不合邏輯的動作與庸俗的台詞，以讓該角更加寫實。12月下旬，對讀本印象深刻的堤曼舒·杜立亞受邀執導該片。

### 翻拍
《寶萊塢之爆裂警官》被達拉尼翻拍為泰米爾語電影《巔峰》（2011年），由西蘭巴拉桑擔任主角，索奴·蘇德繼續扮演原版的角色。泰盧固語翻拍版電影《流氓督察》（2012年）由哈瑞許·尚卡爾執導，帕萬·卡延主演。

### 動畫劇集
根據本片改編的動畫劇集《寶萊塢之爆裂警官：動畫系列》（Dabangg – The Animated Series）由沙曼·罕電影、阿巴茲·罕製片公司和宇宙瑪雅（Cosmos Maya）製作。該動畫於2020年底構思，主打角色喬布·潘迪的動畫版本。《寶萊塢之爆裂警官：動畫系列》2021年5月31日透過卡通頻道以及Disney+ Hotstar串流服務首播。

## 外部連結
- 互联网电影数据库（IMDb）上《寶萊塢之爆裂警官》的资料（英文）
- Box Office Mojo上《寶萊塢之爆裂警官》的資料（英文）
- 爛番茄上《寶萊塢之爆裂警官》的資料（英文）
- 在AllMovie上寶萊塢之爆裂警官的頁面（英文）